# Liste deutsch-polnischer Städte- und Gemeindepartnerschaften
Dies ist eine noch unvollständige Liste von Städte- und Gemeindepartnerschaften zwischen Deutschland und Polen.
| Deutsche Gemeinde                   | Bundesland             | Polnische Gemeinde                                                       | Woiwodschaft      | seit                                           |
| ----------------------------------- | ---------------------- | ------------------------------------------------------------------------ | ----------------- | ---------------------------------------------- |
| Achim                               | Niedersachsen          | Nowa Sól (Neusalz an der Oder)                                           | Lebus             | 1989                                           |
| Adendorf                            | Niedersachsen          | Wągrowiec (Wangrowitz)                                                   | Großpolen         | 2001                                           |
| Adelebsen                           | Niedersachsen          | Ostrówek                                                                 | Łódź              | 1999                                           |
| Adelebsen                           | Niedersachsen          | Wieluń                                                                   | Łódź              | 1999                                           |
| Ahrensbök                           | Schleswig-Holstein     | Grzmiąca (Gramenz)                                                       | Westpommern       | 1992                                           |
| Affing                              | Bayern                 | Łobez (Labes)                                                            | Westpommern       | 1997                                           |
| Altenstadt                          | Hessen                 | Kazimierza Wielka                                                        | Heiligkreuz       | 2007                                           |
| Altlandsberg                        | Brandenburg            | Krzeszyce (Kriescht)                                                     | Lebus             | 2002                                           |
| Altötting                           | Bayern                 | Częstochowa (Tschenstochau)                                              | Schlesien         | 1996 (Shrines of Europe)                       |
| Alzey                               | Rheinland-Pfalz        | Kościan (Kosten)                                                         | Großpolen         | 1990                                           |
| Amberg                              | Bayern                 | Bystrzyca Kłodzka (Habelschwerdt)                                        | Niederschlesien   | 1988                                           |
| Amelinghausen (Samtgemeinde)        | Niedersachsen          | Wapno                                                                    | Großpolen         | 2001                                           |
| Ammerland (Landkreis)               | Niedersachsen          | Pleszewski (Powiat)                                                      | Großpolen         | 2000                                           |
| Amt Neuhaus                         | Niedersachsen          | Ryn (Rhein)                                                              | Ermland-Masuren   | 2006                                           |
| Angermünde                          | Brandenburg            | Strzelce Krajeńskie (Friedeberg/Neumark)                                 | Lebus             | 1972                                           |
| Anklam                              | Mecklenburg-Vorpommern | Ustka (Stolpmünde)                                                       | Pommern           | 1995                                           |
| Anröchte                            | Nordrhein-Westfalen    | Radków (Wünschelburg)                                                    | Niederschlesien   | 1991                                           |
| Apen                                | Niedersachsen          | Gizałki                                                                  | Großpolen         | 1997                                           |
| Argenbühl                           | Baden-Württemberg      | Cieszanów                                                                | Karpatenvorland   | 2005                                           |
| Arnsberg                            | Nordrhein-Westfalen    | Olesno (Rosenberg O.S.)                                                  | Opole             | 1956 Patenschaft, 1992 Partnerschaft           |
| Arnstein                            | Bayern                 | Lugnian                                                                  | Opole             | 1993                                           |
| Asendorf                            | Niedersachsen          | Trzciel (Tirschtiegel)                                                   | Lebus             | 1993                                           |
| Attendorn                           | Nordrhein-Westfalen    | Rawicz (Rawitsch)                                                        | Großpolen         | 2019                                           |
| Auerbach/Vogtland                   | Sachsen                | Strzegom (Striegau)                                                      | Niederschlesien   | 1995                                           |
| Bad Berka                           | Thüringen              | Żabno                                                                    | Kleinpolen        | 2001                                           |
| Bad Dürkheim                        | Rheinland-Pfalz        | Kluczbork (Kreuzburg O.S.)                                               | Opole             | 2000                                           |
| Bad Dürrenberg                      | Sachsen-Anhalt         | Ciechocinek                                                              | Kujawien-Pommern  | 1996                                           |
| Bad Essen                           | Niedersachsen          | Wałcz (Deutsch Krone)                                                    | Westpommern       | 2007                                           |
| Bad Fallingbostel                   | Niedersachsen          | Miastko (Rummelsburg)                                                    | Pommern           | 2000                                           |
| Bad Freienwalde (Oder)              | Brandenburg            | Międzyrzecz (Meseritz)                                                   | Lebus             | 2001                                           |
| Bad Harzburg                        | Niedersachsen          | Szklarska Poręba (Schreiberhau)                                          | Niederschlesien   | 1995                                           |
| Bad Liebenwerda                     | Brandenburg            | Nowe Miasteczko (Neustädtel)                                             | Lebus             | 1994                                           |
| Bad Lobenstein                      | Thüringen              | Ujest                                                                    | Opole             | 2004                                           |
| Bad Muskau                          | Sachsen                | Bolków (Bolkenhain)                                                      | Niederschlesien   | 2006                                           |
| Bad Muskau                          | Sachsen                | Łęknica (Lugknitz)                                                       | Lebus             | 2003                                           |
| Bad Oeynhausen                      | Nordrhein-Westfalen    | Inowrocław (Inowrazlaw/Hohensalza)                                       | Kujawien-Pommern  | 1989                                           |
| Bad Oldesloe                        | Schleswig-Holstein     | Kołobrzeg (Kolberg)                                                      | Westpommern       | 1996                                           |
| Bad Salzdetfurth                    | Niedersachsen          | Bochnia (Salzberg)                                                       | Kleinpolen        | 2006                                           |
| Bad Schwartau                       | Schleswig-Holstein     | Czaplinek (Tempelburg)                                                   | Westpommern       | 1993                                           |
| Bad Segeberg                        | Schleswig-Holstein     | Złocieniec (Falkenburg)                                                  | Westpommern       | 1995                                           |
| Bad Sooden-Allendorf                | Hessen                 | Krynica-Zdrój                                                            | Kleinpolen        | 2010                                           |
| Bad Sulza                           | Thüringen              | Duszniki-Zdrój (Bad Reinerz)                                             | Niederschlesien   | 2001                                           |
| Bad Wurzach                         | Baden-Württemberg      | Poppelau                                                                 | Opole             | 2000                                           |
| Bad Zwischenahn                     | Niedersachsen          | Gołuchów (Goluchow)                                                      | Großpolen         | 2005                                           |
| Badbergen                           | Niedersachsen          | Jonkowo (Jonkendorf)                                                     | Ermland-Masuren   | 2011                                           |
| Baiersdorf                          | Bayern                 | Brenna                                                                   | Schlesien         | 2007                                           |
| Barby                               | Sachsen-Anhalt         | Pruchnik                                                                 | Karpatenvorland   | 2004                                           |
| Bardowick (Samtgemeinde)            | Niedersachsen          | Skoki (Schokken)                                                         | Großpolen         | 1995                                           |
| Bargteheide                         | Schleswig-Holstein     | Żmigród (Trachenberg)                                                    | Niederschlesien   | 2001                                           |
| Barsinghausen                       | Niedersachsen          | Brzeg Dolny                                                              | Niederschlesien   | 2001                                           |
| Barßel                              | Niedersachsen          | Elbląg (Landgemeinde)                                                    | Ermland-Masuren   | 2001                                           |
| Barth                               | Mecklenburg-Vorpommern | Kołobrzeg (Kolberg)                                                      | Westpommern       | 2000                                           |
| Bautzen                             | Sachsen                | Jelenia Góra (Hirschberg im Riesengebirge)                               | Niederschlesien   | 1993                                           |
| Beckum                              | Nordrhein-Westfalen    | Grodków (Grottkau)                                                       | Opole             | 1997                                           |
| Beeskow                             | Brandenburg            | Sulęcin                                                                  | Lebus             | 1997                                           |
| Bellheim                            | Rheinland-Pfalzer      | Koźmin Wielkopolski (Koschmin)                                           | Großpolen         | 2002                                           |
| Belm                                | Niedersachsen          | Kolno                                                                    | Ermland-Masuren   | 2007                                           |
| Bensheim                            | Hessen                 | Kłodzko (Glatz)                                                          | Niederschlesien   | 1996                                           |
| Berg bei Neumarkt in der Oberpfalz  | Bayern                 | Gemeinde Walzen (Walce)                                                  | Opole             | 1997                                           |
| Bergen auf Rügen                    | Mecklenburg-Vorpommern | Goleniów (Gollnow)                                                       | Westpommern       | 2003                                           |
| Bergen                              | Niedersachsen          | Śrem                                                                     | Großpolen         | 1999                                           |
| Bergisch Gladbach                   | Nordrhein-Westfalen    | Pszczyna (Pleß)                                                          | Schlesien         | 1993                                           |
| Bergkamen                           | Nordrhein-Westfalen    | Wieliczka (Groß Salze)                                                   | Kleinpolen        | 1995                                           |
| Berlin                              | Berlin                 | Warschau                                                                 | Masowien          | 1991                                           |
| Berlin – Charlottenburg-Wilmersdorf | Berlin                 | Międzyrzecz (Meseritz)                                                   | Lebus             | 1993                                           |
| Berlin – Friedrichshain-Kreuzberg   | Berlin                 | Stettin                                                                  | Westpommern       | 1996                                           |
| Berlin – Lichtenberg                | Berlin                 | Hajnówka (Landkreis)                                                     | Podlachien        | 2001                                           |
| Berlin – Lichtenberg                | Berlin                 | Warschau – Białołęka                                                     | Masowien          | 2000                                           |
| Berlin – Marzahn-Hellersdorf        | Berlin                 | Tychy (Tichau)                                                           | Schlesien         | 1992                                           |
| Berlin – Pankow                     | Berlin                 | Kołobrzeg (Kolberg)                                                      | Westpommern       | 1994                                           |
| Berlin – Steglitz-Zehlendorf        | Berlin                 | Kazimierz Dolny                                                          | Lublin            | 1993                                           |
| Berlin – Steglitz-Zehlendorf        | Berlin                 | Nałęczów                                                                 | Lublin            | 1993                                           |
| Berlin – Steglitz-Zehlendorf        | Berlin                 | Poniatowa                                                                | Lublin            | 1993                                           |
| Berlin – Tempelhof-Schöneberg       | Berlin                 | Koszalin (Köslin)                                                        | Westpommern       | 1995                                           |
| Berlin – Treptow-Köpenick           | Berlin                 | Warschau – Mokotów                                                       | Masowien          | 1993                                           |
| Bernau bei Berlin                   | Brandenburg            | Skwierzyna (Schwerin an der Warthe)                                      | Lebus             | 1979                                           |
| Bernburg (Saale)                    | Sachsen-Anhalt         | Tarnowskie Góry (Tarnowitz)                                              | Schlesien         | 1983                                           |
| Bernkastel-Kues (Verbandsgemeinde)  | Rheinland-Pfalz        | Otmuchów                                                                 | Opole             | 1993                                           |
| Bernstadt auf dem Eigen             | Sachsen                | Bierutów (Bernstadt an der Weide)                                        | Niederschlesien   | 1997                                           |
| Bernstadt auf dem Eigen             | Sachsen                | Zawidów (Seidenberg)                                                     | Niederschlesien   | 2005(Städtefreundschaft)                       |
| Bersenbrück                         | Niedersachsen          | Gryfino (Greifenhagen)                                                   | Westpommern       | 2000                                           |
| Bestensee                           | Brandenburg            | Przemęt (Priment)                                                        | Großpolen         | 2002                                           |
| Biberach an der Riß                 | Baden-Württemberg      | Świdnica (Schweidnitz)                                                   | Niederschlesien   | 1990                                           |
| Biblis                              | Hessen                 | Kąty Wrocławskie (Kanth)                                                 | Niederschlesien   | 2003                                           |
| Bielefeld                           | Nordrhein-Westfalen    | Rzeszów                                                                  | Karpatenvorland   | 1991                                           |
| Biesenthal                          | Brandenburg            | Nowy Tomyśl (Neutomischel)                                               | Großpolen         | 1999                                           |
| Birkungen                           | Thüringen              | Nowe (Neuenburg i Westpr)                                                | Kujawien-Pommern  | 2016                                           |
| Bischofsheim                        | Hessen                 | Dzierżoniów (Reichenbach im Eulengebirge)                                | Niederschlesien   | 1990                                           |
| Bischofswerda                       | Sachsen                | Gryfów Śląski (Greiffenberg)                                             | Niederschlesien   | 1980                                           |
| Eifelkreis Bitburg-Prüm             | Rheinland-Pfalz        | Powiat Kędzierzyńsko-Kozielski                                           | Opole             | 2001                                           |
| Bitterfeld-Wolfen                   | Sachsen-Anhalt         | Kamienna Góra (Landeshut in Schlesien)                                   | Niederschlesien   | 2006                                           |
| Blankenburg (Harz)                  | Sachsen-Anhalt         | Ostrzeszów (Schildberg; Landkreis)                                       | Großpolen         | 2010                                           |
| Bobritzsch-Hilbersdorf              | Sachsen                | Pilchowice (Pilchowitz)                                                  | Schlesien         | 2012                                           |
| Bockenem                            | Niedersachsen          | Zawadzkie                                                                | Opole             | 2002                                           |
| Bönen                               | Nordrhein-Westfalen    | Trzebinia                                                                | Kleinpolen        | 2006                                           |
| Boizenburg/Elbe                     | Mecklenburg-Vorpommern | Czersk (Heiderode)                                                       | Pommern           | 1992                                           |
| Bomlitz                             | Niedersachsen          | Kępice (Hammermühle)                                                     | Pommern           | 2003                                           |
| Börde-Lamstedt (Samtgemeinde)       | Niedersachsen          | Władysławowo (Großendorf)                                                | Pommern           | 1992                                           |
| Borken                              | Hessen                 | Izabelin                                                                 | Masowien          | 2001                                           |
| Borken                              | Nordrhein-Westfalen    | Bolków (Bolkenhain)                                                      | Niederschlesien   | 1997                                           |
| Bornheim                            | Nordrhein-Westfalen    | Zawiercie                                                                | Schlesien         | 2011                                           |
| Bottrop                             | Nordrhein-Westfalen    | Gliwice (Gleiwitz)                                                       | Schlesien         | 2007                                           |
| Breisach am Rhein                   | Baden-Württemberg      | Oświęcim (Auschwitz)                                                     | Kleinpolen        | 2009                                           |
| Bremen                              | Bremen                 | Danzig                                                                   | Pommern           | 1976                                           |
| Bremerhaven                         | Bremen                 | Stettin                                                                  | Westpommern       | 1990                                           |
| Bremervörde                         | Niedersachsen          | Krosno Odrzańskie (Crossen an der Oder)                                  | Lebus             | 2008                                           |
| Brietlingen                         | Niedersachsen          | Wągrowiec (Landgemeinde)                                                 | Großpolen         | 2017                                           |
| Brokstedt                           | Schleswig-Holstein     | Przechlewo (Prechlau)                                                    | Pommern           | 2016                                           |
| Brüssow                             | Brandenburg            | Rewal (Rewahl)                                                           | Westpommern       | 1994                                           |
| Buchholz in der Nordheide           | Niedersachsen          | Wołów (Wohlau)                                                           | Niederschlesien   | 1996                                           |
| Burghaslach                         | Bayern                 | Przywidz (Mariensee)                                                     | Pommern           | 2007                                           |
| Burg Stargard                       | Mecklenburg-Vorpommern | Tychowo (Groß Tychow)                                                    | Westpommern       | [ 110 ]                                        |
| Castrop-Rauxel                      | Nordrhein-Westfalen    | Nowa Ruda (Neurode)                                                      | Niederschlesien   | 1991                                           |
| Celle                               | Niedersachsen          | Kwidzyn (Marienwerder)                                                   | Pommern           | 1993                                           |
| Chemnitz                            | Sachsen                | Łódź                                                                     | Łódź              | 1974                                           |
| Cölbe                               | Hessen                 | Kościerzyna (Berent)                                                     | Pommern           | 1991                                           |
| Colditz                             | Sachsen                | Łowicz                                                                   | Łódź              | 1995                                           |
| Cottbus                             | Brandenburg            | Zielona Góra (Grünberg in Schlesien)                                     | Lebus             | 1975                                           |
| Crailsheim                          | Baden-Württemberg      | Biłgoraj                                                                 | Lublin            | 2000                                           |
| Cuxhaven                            | Niedersachsen          | Piła (Städtefreundschaft)                                                | Großpolen         | 1996                                           |
| Dahlenburg                          | Niedersachsen          | Damasławek                                                               | Großpolen         | 2000                                           |
| Dannenberg (Elbe)                   | Niedersachsen          | Łask                                                                     | Łódź              | 1999                                           |
| Darmstadt                           | Hessen                 | Płock                                                                    | Masowien          | 1988                                           |
| Dasing                              | Bayern                 | Siedlce                                                                  | Masowien          | 1998                                           |
| Delitzsch                           | Sachsen                | Ostrów Wielkopolski (Ostrowo)                                            | Großpolen         | 2000                                           |
| Delligsen                           | Niedersachsen          | Grodzisk Wielkopolski                                                    | Großpolen         | 2001                                           |
| Delmenhorst                         | Niedersachsen          | Lublin                                                                   | Lublin            | 1992                                           |
| Demmin                              | Mecklenburg-Vorpommern | Bobolice (Bublitz)                                                       | Westpommern       | 1995                                           |
| Denzlingen                          | Baden-Württemberg      | Konstancin-Jeziorna                                                      | Masowien          | 2011                                           |
| Dessau-Roßlau                       | Sachsen-Anhalt         | Gliwice (Gleiwitz)                                                       | Schlesien         | 1992                                           |
| Diepholz                            | Niedersachsen          | Starogard Gdański (Preußisch Stargard)                                   | Pommern           | 1998                                           |
| Dingelstädt                         | Thüringen              | Jarosław (Jaroslau)                                                      | Karpatenvorland   | 2001                                           |
| Dierdorf (Verbandsgemeinde)         | Rheinland-Pfalz        | Krotoszyn (Krotoschin)                                                   | Großpolen         | 1997                                           |
| Domnitz                             | Sachsen-Anhalt         | Szydłowo (Groß Witenberg)                                                | Großpolen         | 1998                                           |
| Dörpen                              | Niedersachsen          | Dobroń (Dobron)                                                          | Łódź              | 1993                                           |
| Dorsten                             | Nordrhein-Westfalen    | Rybnik                                                                   | Schlesien         | 1994                                           |
| Drebber                             | Niedersachsen          | Perzów                                                                   | Großpolen         | 1997                                           |
| Dresden                             | Sachsen                | Breslau                                                                  | Niederschlesien   | 1959                                           |
| Dresden                             | Sachsen                | Gostyń                                                                   | Großpolen         | 1976 (Städtefreundschaft)                      |
| Duderstadt                          | Niedersachsen          | Kartuzy (Karthaus)                                                       | Pommern           | 1995                                           |
| Düsseldorf                          | Nordrhein-Westfalen    | Warschau                                                                 | Masowien          | 1989                                           |
| Eberswalde                          | Brandenburg            | Gorzów Wielkopolski (Landsberg an der Warthe)                            | Lebus             | 2001                                           |
| Eckernförde                         | Schleswig-Holstein     | Brzeg (Brieg)                                                            | Opole             | 1989                                           |
| Edewecht                            | Niedersachsen          | Czermin                                                                  | Großpolen         | 2004                                           |
| Edewecht                            | Niedersachsen          | Krosno (Krossen)                                                         | Karpatenvorland   | 1996                                           |
| Ebsdorfergrund                      | Hessen                 | Liniewo                                                                  | Pommern           | 1998                                           |
| Egelsbach                           | Hessen                 | Chojnów (Haynau)                                                         | Niederschlesien   | 2005                                           |
| Eggesin                             | Mecklenburg-Vorpommern | Złotów (Flatow)                                                          | Großpolen         | 1986/1992                                      |
| Eichwalde                           | Brandenburg            | Ośno Lubuskie (Drossen)                                                  | Lebus             | 1995                                           |
| Einbeck                             | Niedersachsen          | Paczków (Patschkau)                                                      | Opole             | 1992(seit 1954 Patenschaft)                    |
| Eisenhüttenstadt                    | Brandenburg            | Głogów (Glogau)                                                          | Niederschlesien   | 1972                                           |
| Elbe-Parey                          | Sachsen-Anhalt         | Jastarnia (Heisternest)                                                  | Pommern           | 2001                                           |
| Elbmarsch (Samtgemeinde)            | Niedersachsen          | Białe Błota                                                              | Kujawien-Pommern  |                                                |
| Elbtalaue (Samtgemeinde)            | Niedersachsen          | Łask                                                                     | Łódź              | 1999                                           |
| Elmshorn                            | Schleswig-Holstein     | Stargard                                                                 | Westpommern       | 1993                                           |
| Elsterwerda                         | Brandenburg            | Nakło nad Notecią (Nakel)                                                | Kujawien-Pommern  | 1999                                           |
| Emlichheim                          | Niedersachsen          | Grabów nad Prosną                                                        | Großpolen         | 2003                                           |
| Emmendingen                         | Baden-Württemberg      | Sandomierz (Sandomir)                                                    | Heiligkreuz       | 1990                                           |
| Emsdetten                           | Nordrhein-Westfalen    | Chojnice (Konitz)                                                        | Pommern           | 1996                                           |
| Enzkreis (Landkreis)                | Baden-Württemberg      | Chełm Śląski (Groß Chelm)                                                | Schlesien         | 1996                                           |
| Enzkreis (Landkreis)                | Baden-Württemberg      | Imielin                                                                  | Schlesien         | 1996                                           |
| Enzkreis (Landkreis)                | Baden-Württemberg      | Mysłowice (Myslowitz)                                                    | Schlesien         | 1996                                           |
| Erftstadt                           | Nordrhein-Westfalen    | Jelenia Góra (Hirschberg)                                                | Niederschlesien   | 1995                                           |
| Erfurt                              | Thüringen              | Kalisz (Kalisch)                                                         | Großpolen         | 1982                                           |
| Erkner                              | Brandenburg            | Gołuchów                                                                 | Großpolen         | 2001                                           |
| Essen                               | Nordrhein-Westfalen    | Zabrze (Zabrze/Hindenburg O.S.)                                          | Schlesien         | 2015                                           |
| Esslingen am Neckar                 | Baden-Württemberg      | Piotrków Trybunalski (Petrikau)                                          | Łódź              | 1992                                           |
| Falkenstein/Vogtl.                  | Sachsen                | Strawczyn                                                                | Heiligkreuz       | 1998                                           |
| Faßberg                             | Niedersachsen          | Duszniki (Duschnik)                                                      | Großpolen         | 2013                                           |
| Flensburg                           | Schleswig-Holstein     | Słupsk (Stolp)                                                           | Pommern           | 1988                                           |
| Flörsheim am Main                   | Hessen                 | Pyskowice (Peiskretscham)                                                | Schlesien         | 2005                                           |
| Florstadt                           | Hessen                 | Stubendorf (Gmina Izbicko, seit 2006 zweisprachig)                       | Opole             | 2003                                           |
| Forst (Lausitz)                     | Brandenburg            | Brody (Pförten)                                                          | Lebus             | 2000                                           |
| Forst (Lausitz)                     | Brandenburg            | Lubsko (Sommerfeld)                                                      | Lebus             | 2000                                           |
| Frankenberg (Eder)                  | Hessen                 | Bytów (Bütow)                                                            | Pommern           | 1968 (Patenschaft)/2008 Partnerschaft          |
| Frankenthal                         | Rheinland-Pfalz        | Sopot (Zoppot)                                                           | Pommern           | 1991                                           |
| Frankfurt am Main                   | Hessen                 | Krakau                                                                   | Kleinpolen        | 1991                                           |
| Frankfurt (Oder)                    | Brandenburg            | Słubice (Dammvorstadt von Frankfurt)                                     | Lebus             | 1975                                           |
| Frankfurt (Oder)                    | Brandenburg            | Gorzów Wielkopolski (Landsberg an der Warthe)                            | Lebus             | 1975                                           |
| Fredersdorf-Vogelsdorf              | Brandenburg            | Skwierzyna (Schwerin an der Warthe)                                      | Lebus             | 2013                                           |
| Freiberg                            | Sachsen                | Wałbrzych (Waldenburg i. S.)                                             | Niederschlesien   | 1999                                           |
| Friesack                            | Brandenburg            | Parchowo (Parchau)                                                       | Pommern           | 1998                                           |
| Friesoythe                          | Niedersachsen          | Świebodzin (Schwiebus)                                                   | Lebus             | 2005                                           |
| Fronreute                           | Baden-Württemberg      | Tarnowo Podgórne (Schlehen)                                              | Großpolen         | 1978                                           |
| Fürstenau                           | Niedersachsen          | Garwolin                                                                 | Masowien          | 2004                                           |
| Fürstenwalde/Spree                  | Brandenburg            | Choszczno (Arnswalde)                                                    | Westpommern       | 1992                                           |
| Gadebusch                           | Mecklenburg-Vorpommern | Czarnków (Czarnikau)                                                     | Großpolen         | 2008                                           |
| Ganderkesee                         | Niedersachsen          | Pułtusk                                                                  | Masowien          | 2018                                           |
| Garbsen                             | Niedersachsen          | Września (Wreschen)                                                      | Großpolen         | 1991                                           |
| Gedern                              | Hessen                 | Polanów (Pollnow)                                                        | Westpommern       | 2004                                           |
| Gellersen (Samtgemeinde)            | Niedersachsen          | Szczecinek (Neustettin)                                                  | Westpommern       | 1994                                           |
| Gelsenkirchen                       | Nordrhein-Westfalen    | Olsztyn (Allenstein)                                                     | Ermland-Masuren   | 1952 Patenschaft, 1992 Partnerschaft           |
| Gersheim                            | Saarland               | Porąbka                                                                  | Schlesien         | 2000                                           |
| Gernsheim                           | Hessen                 | Świecie (Schwetz an der Weichsel)                                        | Kujawien-Pommern  | 2011                                           |
| Gladenbach                          | Hessen                 | Niemcza (Nimptsch)                                                       | Niederschlesien   | 1998                                           |
| Glashütte                           | Sachsen                | Chronstau                                                                | Oppeln            | 1997                                           |
| Goch                                | Nordrhein-Westfalen    | Nowy Tomyśl (Neutomischel)                                               | Großpolen         | 1997                                           |
| Göda                                | Sachsen                | Warta Bolesławiecka (Alt Warthau)                                        | Niederschlesien   | 2006                                           |
| Görlitz                             | Sachsen                | Zgorzelec (Görlitz) (vgl. Görlitz seit 1945)                             | Niederschlesien   | 1991                                           |
| Göttingen                           | Niedersachsen          | Toruń (Thorn)                                                            | Kujawien-Pommern  | 1978                                           |
| Goslar                              | Niedersachsen          | Brzeg (Brieg)                                                            | Opole             | 2000                                           |
| Gotha                               | Thüringen              | Kielce (Kjelzy)                                                          | Heiligkreuz       | 1997                                           |
| Greifswald                          | Mecklenburg-Vorpommern | Goleniów (Gollnow)                                                       | Westpommern       | 2006                                           |
| Greifswald                          | Mecklenburg-Vorpommern | Stettin                                                                  | Westpommern       | 2010                                           |
| Grevesmühlen                        | Mecklenburg-Vorpommern | Grzmiąca (Gramenz) (Städtefreundschaft)                                  | Westpommern       |                                                |
| Grimmen                             | Mecklenburg-Vorpommern | Czaplinek                                                                | Westpommern       | 2002                                           |
| Grimmen                             | Mecklenburg-Vorpommern | Kamień Pomorski                                                          | Westpommern       | 1992                                           |
| Großbeeren                          | Brandenburg            | Lewin Kłodzki (Lewin)                                                    | Niederschlesien   | 2003                                           |
| Großenkneten                        | Niedersachsen          | Supraśl                                                                  | Podlachien        | 1998                                           |
| Großhabersdorf                      | Bayern                 | Święciechowa (Schwätzkau)                                                | Großpolen         | 1994                                           |
| Großräschen                         | Brandenburg            | Trzebiatów (Treptow an der Rega)                                         | Westpommern       | 2006                                           |
| Guben                               | Brandenburg            | Gubin (vgl. Geschichte)                                                  | Lebus             | ?                                              |
| Güstrow                             | Mecklenburg-Vorpommern | Gryfice (Greifenberg)                                                    | Westpommern       | 1997                                           |
| Gütersloh                           | Nordrhein-Westfalen    | Grudziądz (Graudenz)                                                     | Kujawien-Pommern  | 1989                                           |
| Gützkow                             | Mecklenburg-Vorpommern | Nowogard (Naugard)                                                       | Westpommern       | 2000                                           |
| Gundelfingen (Breisgau)             | Baden-Württemberg      | Bieruń (Berun)                                                           | Schlesien         | 1997                                           |
| Haan                                | Nordrhein-Westfalen    | Guttentag                                                                | Opole             | 1957 (Patenstadt), 2004 Partnerschaft          |
| Hagen am Teutoburger Wald           | Niedersachsen          | Barczewo (Wartenburg in Ostpreußen)                                      | Ermland-Masuren   | 1994                                           |
| Haldensleben                        | Sachsen-Anhalt         | Ciechanów                                                                | Masowien          | 1992                                           |
| Hambühren                           | Niedersachsen          | Buk                                                                      | Großpolen         | 2000                                           |
| Hameln                              | Niedersachsen          | Kalwaria Zebrzydowska                                                    | Kleinpolen        | 2001                                           |
| Hamm                                | Nordrhein-Westfalen    | Kalisz (Kalisch)                                                         | Großpolen         | 1991                                           |
| Hann. Münden                        | Niedersachsen          | Chełmno (Kulm)                                                           | Kujawien-Pommern  | 1992                                           |
| Hannover                            | Niedersachsen          | Posen                                                                    | Großpolen         | 1979                                           |
| Hannover (Region)                   | Niedersachsen          | Powiat Poznański (Landkreis Posen)                                       | Großpolen         | 2000                                           |
| Haren (Ems)                         | Niedersachsen          | Międzyrzecz                                                              | Lebus             | 1991                                           |
| Hasbergen                           | Niedersachsen          | Comprachtschütz                                                          | Oppeln            | 1997                                           |
| Haßloch                             | Rheinland-Pfalz        | Wołczyn (Konstadt)                                                       | Oppeln            | 2000                                           |
| Heide                               | Schleswig-Holstein     | Nowogard(Städtefreundschaft, Vertriebenenpatenschaft zu Naugard ab 1963) | Westpommern       | 1996                                           |
| Heiden (Münsterland)                | Nordrhein-Westfalen    | Rybno                                                                    | Ermland-Masuren   | 2018                                           |
| Heidenau                            | Sachsen                | Lwówek Śląski (Löwenberg i. S.)                                          | Niederschlesien   | 1995                                           |
| Heinsberg                           | Nordrhein-Westfalen    | Ozimek (Malapane)                                                        | Oppeln            | 1992                                           |
| Hemmingen                           | Niedersachsen          | Murowana Goślina                                                         | Großpolen         | 2002                                           |
| Hennef (Sieg)                       | Nordrhein-Westfalen    | Nowy Dwór Gdański (Tiegenhof)                                            | Pommern           | 2001                                           |
| Hennigsdorf                         | Brandenburg            | Środa Wielkopolska (Schroda)                                             | Großpolen         | 2012                                           |
| Henstedt-Ulzburg                    | Schleswig-Holstein     | Wierzchowo (Virchow)                                                     | Westpommern       | 2003                                           |
| Herbolzheim                         | Baden-Württemberg      | Morawica                                                                 | Heiligkreuz       | 2007(Städtefreundschaft)                       |
| Heringen/Helme                      | Thüringen              | Odolanów (Adelnau)                                                       | Großpolen         | 2007                                           |
| Herne                               | Nordrhein-Westfalen    | Konin                                                                    | Großpolen         | 1991                                           |
| Herzberg an der Elster              | Brandenburg            | Świebodzin (Schwiebus)                                                   | Lebus             | 1996                                           |
| Herzberg am Harz                    | Niedersachsen          | Góra                                                                     | Niederschlesien   | 1993                                           |
| Hiddenhausen                        | Nordrhein-Westfalen    | Czechowice-Dziedzice (Czechowitz-Dzieditz)                               | Schlesien         | 1991                                           |
| Hofheim am Taunus                   | Hessen                 | Pruszcz Gdański (Praust)                                                 | Pommern           | 2012                                           |
| Hohen Neuendorf                     | Brandenburg            | Janów Podlaski                                                           | Lublin            | 1995                                           |
| Holle                               | Niedersachsen          | Gross Lassowitz                                                          | Opole             | 1999                                           |
| Hollenstedt (Samtgemeinde)          | Niedersachsen          | Wińsko                                                                   | Niederschlesien   | 2008                                           |
| Horn-Bad Meinberg                   | Nordrhein-Westfalen    | Kudowa-Zdrój (Bad Kudowa)                                                | Niederschlesien   | 2000                                           |
| Hoya                                | Niedersachsen          | Duszniki-Zdrój (Bad Reinerz)                                             | Niederschlesien   | 1997                                           |
| Hude                                | Niedersachsen          | Nowe Miasto Lubawskie                                                    | Ermland-Masuren   |                                                |
| Hünfeld                             | Hessen                 | Prószków (Proskau)                                                       | Oppeln            | 1997                                           |
| Hürth                               | Nordrhein-Westfalen    | Skawina                                                                  | Großpolen         | 1988                                           |
| Husum                               | Schleswig-Holstein     | Trzcianka (Schönlanke)                                                   | Großpolen         | 1961                                           |
| Ibbenbüren                          | Nordrhein-Westfalen    | Jastrzębie-Zdrój (Bad Königsdorff-Jastrzemb)                             | Schlesien         | 2007                                           |
| Ihlow                               | Niedersachsen          | Baranów                                                                  | Großpolen         | 1997                                           |
| Illingen                            | Saarland               | Tuchów                                                                   | Kleinpolen        | 2001                                           |
| Ilmenau (Samtgemeinde)              | Niedersachsen          | Gołańcz                                                                  | Großpolen         | 2005                                           |
| Ingelheim am Rhein                  | Rheinland-Pfalz        | Nysa (Neisse)                                                            | Opole             | 2008                                           |
| Ingolstadt                          | Bayern                 | Opole (Oppeln)                                                           | Opole             | 2000                                           |
| Iserlohn                            | Nordrhein-Westfalen    | Chorzów (Königshütte)                                                    | Schlesien         | 2004                                           |
| Isernhagen                          | Niedersachsen          | Suchy Las                                                                | Großpolen         | 2000                                           |
| Itzehoe                             | Schleswig-Holstein     | Pasłęk (Preußisch Holland)                                               | Ermland-Masuren   | 1990(seit 1953 Vertriebenenpatenschaft)        |
| Jatznick                            | Mecklenburg-Vorpommern | Kargowa                                                                  | Lebus             |                                                |
| Joachimsthal                        | Brandenburg            | Golczewo (Gülzow)                                                        | Westpommern       | 1996                                           |
| Kaltenkirchen                       | Schleswig-Holstein     | Kalisz Pomorski (Kallies)                                                | Westpommern       |                                                |
| Kalkar                              | Nordrhein-Westfalen    | Wolin                                                                    | Westpommern       | 2012                                           |
| Kamp-Lintfort                       | Nordrhein-Westfalen    | Żory                                                                     | Schlesien         | 2004                                           |
| Kamenz                              | Sachsen                | Karpacz (Krummhübel)                                                     | Niederschlesien   | 2005                                           |
| Kappeln                             | Schleswig-Holstein     | Ustka (Stolpmünde)                                                       | Pommern           | 1991                                           |
| Kerpen                              | Nordrhein-Westfalen    | Oświęcim (Auschwitz)                                                     | Kleinpolen        | 1997                                           |
| Kiel                                | Schleswig-Holstein     | Gdynia (Gdingen)                                                         | Pommern           | 1985                                           |
| Klein Rönnau                        | Schleswig-Holstein     | Pszczyna (Pleß)                                                          | Schlesien         | 1996                                           |
| Klipphausen                         | Sachsen                | Czajków (Czajokowo)                                                      | Großpolen         | 2014                                           |
| Köln                                | Nordrhein-Westfalen    | Kattowitz                                                                | Schlesien         | 1991                                           |
| Königslutter am Elm                 | Niedersachsen          | Opalenica                                                                | Großpolen         | 1998                                           |
| Königstein im Taunus                | Hessen                 | Kórnik (Kurnik)                                                          | Großpolen         | 2005                                           |
| Köthen                              | Sachsen-Anhalt         | Siemianowice Śląskie (Laurahütte)                                        | Schlesien         | 1993                                           |
| Korbach                             | Hessen                 | Pyrzyce (Pyritz)                                                         | Westpommern       | 1960 Patenschaft, 1998 Städtepartnerschaft     |
| Kottmar                             | Sachsen                | Świerzawa (Schönau/Katzbach)                                             | Niederschlesien   | 2004                                           |
| Kremmen                             | Brandenburg            | Suchożebry                                                               | Masowien          | 2012                                           |
| Kröpelin                            | Mecklenburg-Vorpommern | Włoszakowice (Luschwitz)                                                 | Großpolen         | 2003                                           |
| Kropp                               | Schleswig-Holstein     | Orzysz (Arys)                                                            | Ermland-Masuren   | 2002                                           |
| Kyritz                              | Brandenburg            | Wałcz (Deutsch Krone)                                                    | Westpommern       | 2006                                           |
| Laatzen                             | Niedersachsen          | Gubin                                                                    | Lebus             | 1991                                           |
| Lampertheim                         | Hessen                 | Świdnica (Schweidnitz)                                                   | Niederschlesien   | 2006                                           |
| Land Hadeln (Samtgemeinde)          | Niedersachsen          | Witkowo                                                                  | Großpolen         | 2005                                           |
| Langenfeld                          | Nordrhein-Westfalen    | Gostynin                                                                 | Masowien          | 1998                                           |
| Langenhagen                         | Niedersachsen          | Głogów                                                                   | Niederschlesien   | 1996                                           |
| Lauenburg/Elbe                      | Schleswig-Holstein     | Lębork (Lauenburg/Pommern)                                               | Pommern           | 2001                                           |
| Leck (Nordfriesland)                | Schleswig-Holstein     | Skarszewy (Schöneck in Westpreußen)                                      | Pommern           | 2015                                           |
| Leer                                | Niedersachsen          | Elbląg (Elbing)                                                          | Ermland-Masuren   | 2001                                           |
| Legden                              | Nordrhein-Westfalen    | Reszel (Rößel)                                                           | Ermland-Masuren   | 2010                                           |
| Lehrte                              | Niedersachsen          | Trzcianka (Schönlanke)                                                   | Großpolen         | 2003                                           |
| Leipzig                             | Sachsen                | Krakau                                                                   | Kleinpolen        | 1973, erneuert 1995                            |
| Lennestadt                          | Nordrhein-Westfalen    | Otwock                                                                   | Masowien          | 1992                                           |
| Lichtenau                           | Nordrhein-Westfalen    | Pieniężno (Mehlsack)                                                     | Ermland-Masuren   | 1996                                           |
| Liederbach am Taunus                | Hessen                 | Pietrowice Wielkie (Groß Peterwitz)                                      | Schlesien         | 2007                                           |
| Lilienthal                          | Niedersachsen          | Bielsko-Biała (Bielitz-Biala)                                            | Schlesien         | 1993–2011                                      |
| Lindenfels                          | Hessen                 | Pawłowiczki (Pawlowitzke)                                                | Opole             | 1998                                           |
| Lindern                             | Niedersachsen          | Mrocza (Mrotschen)                                                       | Kujawien-Pommern  | 2004                                           |
| Lingen (Ems)                        | Niedersachsen          | Bielawa (Langenbielau)                                                   | Niederschlesien   | 1993                                           |
| Löbau                               | Sachsen                | Lubań (Lauban)                                                           | Niederschlesien   | 1998(Hist. Vorbild: Lausitzer Sechsstädtebund) |
| Löcknitz                            | Mecklenburg-Vorpommern | Stare Czarnowo                                                           | Westpommern       | 2004                                           |
| Löhne                               | Nordrhein-Westfalen    | Mielec                                                                   | Karpatenvorland   | 2002                                           |
| Lohmar                              | Nordrhein-Westfalen    | Żarów (Saarau)                                                           | Niederschlesien   | 2007                                           |
| Lohne/Oldbg.                        | Niedersachsen          | Międzylesie (Mittelwalde)                                                | Niederschlesien   | 1952 Patenschaft, 2010 Partnerschaft           |
| Loitz                               | Mecklenburg-Vorpommern | Maszewo                                                                  | Westpommern       | 2008                                           |
| Lohne                               | Niedersachsen          | Międzylesie (Mittelwalde)                                                | Niederschlesien   | 2010                                           |
| Lohr am Main                        | Bayern                 | Milicz                                                                   | Niederschlesien   | 2001                                           |
| Lübben (Spreewald)                  | Brandenburg            | Wolsztyn (Wollstein)                                                     | Großpolen         | 1993                                           |
| Lübtheen                            | Mecklenburg-Vorpommern | Tuchola (Tuchel)                                                         | Kujawien-Pommern  | 1993                                           |
| Lüdinghausen                        | Nordrhein-Westfalen    | Nysa (Neisse)                                                            | Opole             | 1993                                           |
| Lünen                               | Nordrhein-Westfalen    | Kamień Pomorski (Cammin in Pommern)                                      | Westpommern       | 2000 (Patenschaft seit 1952)                   |
| Magdeburg                           | Sachsen-Anhalt         | Radom                                                                    | Masowien          | 2008                                           |
| Malente                             | Schleswig-Holstein     | Barwice (Bärwalde)                                                       | Westpommern       | 1998                                           |
| Mallersdorf-Pfaffenberg             | Bayern                 | Jedlicze                                                                 | Karpatenvorland   | 1999                                           |
| Malsch (Landkreis Karlsruhe)        | Baden-Württemberg      | Syców (Groß Wartenberg)                                                  | Niederschlesien   | 1992 (Städtefreundschaft)                      |
| Mannheim                            | Baden-Württemberg      | Bydgoszcz (Bromberg)                                                     | Kujawien-Pommern  | 1991                                           |
| Marklkofen                          | Bayern                 | Śniadowo                                                                 | Podlachien        | 2001                                           |
| Marktheidenfeld                     | Bayern                 | Pobiedziska (Pudewitz)                                                   | Großpolen         | 2007                                           |
| Marktl am Inn                       | Bayern                 | Wadowice (Geburtsort Johannes Paul II.)                                  | Kleinpolen        | 2006                                           |
| Marl                                | Nordrhein-Westfalen    | Krosno (Krossen)                                                         | Karpatenvorland   | 2015                                           |
| Marlow                              | Mecklenburg-Vorpommern | Czaplinek                                                                | Westpommern       | 2002                                           |
| Mechernich                          | Nordrhein-Westfalen    | Skarszewy (Schöneck)                                                     | Pommern           | 2016                                           |
| Meißen                              | Sachsen                | Legnica (Liegnitz)                                                       | Niederschlesien   | 2017                                           |
| Meldorf                             | Schleswig-Holstein     | Gryfice (Greifenberg)                                                    | Westpommern       | 1996                                           |
| Menslage                            | Niedersachsen          | Gietrzwałd (Dietrichswalde)                                              | Ermland-Masuren   |                                                |
| Meppen                              | Niedersachsen          | Ostrołęka (Ostrolenka)                                                   | Masowien          | 1994                                           |
| Mölln                               | Schleswig-Holstein     | Maszewo (Massow)                                                         | Westpommern       | 1993                                           |
| Mölln                               | Schleswig-Holstein     | Goleniów (Gollnow)                                                       | Westpommern       | 2013                                           |
| Mülheim an der Ruhr                 | Nordrhein-Westfalen    | Opole (Oppeln)                                                           | Opole             | 1989                                           |
| Münster                             | Nordrhein-Westfalen    | Lublin                                                                   | Lublin            | 1991                                           |
| Murrhardt                           | Baden-Württemberg      | Rabka-Zdrój (Bad Rabka)                                                  | Kleinpolen        | 2008                                           |
| Mutterstadt                         | Rheinland-Pfalz        | Praszka                                                                  | Opole             | 2002                                           |
| Nebelschütz                         | Sachsen                | Namysłów (Namslau)                                                       | Niederschlesien   | 1997                                           |
| Netphen                             | Nordrhein-Westfalen    | Żagań                                                                    | Lebus             | 1995                                           |
| Nettetal                            | Nordrhein-Westfalen    | Ełk (Lyck)                                                               | Ermland-Masuren   | 1999                                           |
| Neuenhagen bei Berlin               | Brandenburg            | Świebodzin (Schwiebus)                                                   | Lebus             | 2005                                           |
| Neubrandenburg                      | Mecklenburg-Vorpommern | Koszalin (Köslin)                                                        | Westpommern       | 1974                                           |
| Neuenhaus (Samtgemeinde) und Stadt  | Niedersachsen          | Zelów                                                                    | Łódź              | 1993                                           |
| Neuenkirchen (Samtgemeinde)         | Niedersachsen          | Jeziorany (Seeburg/Ostpr.)                                               | Ermland-Masuren   | 2004                                           |
| Neukirchen-Vluyn                    | Nordrhein-Westfalen    | Ustrón                                                                   | Schlesien         |                                                |
| Neunkirchen (Saar)                  | Saarland               | Wolsztyn (Wollstein)                                                     | Großpolen         | 2010                                           |
| Neunkirchen-Seelscheid              | Nordrhein-Westfalen    | Czernichów                                                               | Schlesien         | 2001                                           |
| Neumünster                          | Schleswig-Holstein     | Koszalin (Köslin)                                                        | Westpommern       | 1990                                           |
| Neuruppin                           | Brandenburg            | Babimost (Bomst)                                                         | Lebus             | 2005                                           |
| Neustrelitz                         | Mecklenburg-Vorpommern | Szczecinek (Neustettin)                                                  | Westpommern       | 1983/1998                                      |
| Niebüll                             | Schleswig-Holstein     | Płoty (Plathe)                                                           | Westpommern       | 1997                                           |
| Niederorschel                       | Thüringen              | Nowy Dwór Mazowiecki                                                     | Masowien          | 1997                                           |
| Nienburg/Weser                      | Niedersachsen          | Bartoszyce (Bartenstein)                                                 | Ermland-Masuren   | 2002                                           |
| Niesky                              | Sachsen                | Jawor                                                                    | Niederschlesien   | 2002                                           |
| Nohfelden                           | Saarland               | Jeleśnia                                                                 | Schlesien         | 1996                                           |
| Nordenham                           | Niedersachsen          | Świnoujście (Swinemünde)                                                 | Westpommern       | 1992                                           |
| Nordhorn                            | Niedersachsen          | Malbork (Marienburg)                                                     | Pommern           | 1995                                           |
| Northeim                            | Niedersachsen          | Prudnik                                                                  | Opole             | 1990                                           |
| Nottuln                             | Nordrhein-Westfalen    | Chodzież (Chodziesen/Colmar/Kolmar)                                      | Großpolen         | 1992                                           |
| Nürnberg                            | Bayern                 | Krakau                                                                   | Kleinpolen        | 1979                                           |
| Oberasbach                          | Bayern                 | Oława                                                                    | Niederschlesien   | 1999                                           |
| Oberhausen                          | Nordrhein-Westfalen    | Tychy                                                                    | Schlesien         | 2020                                           |
| Oberkrämer                          | Brandenburg            | Kotuń                                                                    | Masowien          | 2011                                           |
| Ochtrup                             | Nordrhein-Westfalen    | Powiat Wieluński                                                         | Łódź              | 2010                                           |
| Oer-Erkenschwick                    | Nordrhein-Westfalen    | Pniewy (Pinne)                                                           | Großpolen         | 2001                                           |
| Offenburg                           | Baden-Württemberg      | Olsztyn (Allenstein)                                                     | Ermland-Masuren   | 1999                                           |
| Olching                             | Bayern                 | Tuchola                                                                  | Kujawien-Pommern  | 1994                                           |
| Oschatz                             | Sachsen                | Starogard Gdański (Preußisch Stargard)                                   | Pommern           | 1964                                           |
| Osterode am Harz                    | Niedersachsen          | Ostróda (Osterode in Ostpreußen)                                         | Ermland-Masuren   | 1994                                           |
| Ortrand                             | Brandenburg            | Żagań                                                                    | Lebus             | 2006                                           |
| Paderborn                           | Nordrhein-Westfalen    | Przemyśl                                                                 | Karpatenvorland   | 1993                                           |
| Pasewalk                            | Mecklenburg-Vorpommern | Police                                                                   | Westpommern       | 1999                                           |
| Penkun                              | Mecklenburg-Vorpommern | Lubień (Powiat Myślenicki)                                               | Kleinpolen        |                                                |
| Penkun                              | Mecklenburg-Vorpommern | Widuchowa (Fiddichow)                                                    | Westpommern       |                                                |
| Pforzheim                           | Baden-Württemberg      | Częstochowa (Tschenstochau)                                              | Schlesien         | 2007                                           |
| Plauen                              | Sachsen                | Pabianice                                                                | Łódź              | 2005                                           |
| Pößneck                             | Thüringen              | Bytom Odrzański (Beuthen an der Oder)                                    | Lebus             | 1996                                           |
| Potsdam                             | Brandenburg            | Opole (Oppeln)                                                           | Opole             | 1973                                           |
| Prenzlau                            | Brandenburg            | Barlinek (Berlinchen)                                                    | Westpommern       | 2010                                           |
| Pulsnitz                            | Sachsen                | Złotoryja (Goldberg)                                                     | Niederschlesien   | 2004                                           |
| Putbus                              | Mecklenburg-Vorpommern | Rewal (Rewahl)                                                           | Westpommern       | 1995                                           |
| Radevormwald                        | Nordrhein-Westfalen    | Nowy Targ (Neumarkt)                                                     | Kleinpolen        | 2005                                           |
| Raesfeld                            | Nordrhein-Westfalen    | Kobierzyce (Koberwitz)                                                   | Niederschlesien   | 2005                                           |
| Rastede                             | Niedersachsen          | Dobrzyca                                                                 | Großpolen         | 2022                                           |
| Rathenow                            | Brandenburg            | Złotów (Flatow)                                                          | Großpolen         | 1991                                           |
| Ratzeburg                           | Schleswig-Holstein     | Sopot (Zoppot)                                                           | Pommern           | 1994                                           |
| Recklinghausen                      | Nordrhein-Westfalen    | Bytom (Beuthen)                                                          | Schlesien         | 1952 Patenschaft, 2000 Partnerschaft           |
| Recklinghausen (Kreis)              | Nordrhein-Westfalen    | Powiat Wodzisławski                                                      | Schlesien         | 2001                                           |
| Rehau                               | Bayern                 | Oborniki Śląskie (Obernigk)                                              | Niederschlesien   | 2004                                           |
| Reichenbach/O.L.                    | Sachsen                | Karpacz (Krummhübel)                                                     | Niederschlesien   | 1995                                           |
| Reichenbach im Vogtland             | Sachsen                | Jędrzejów                                                                | Heiligkreuz       | 2005                                           |
| Reinbek                             | Schleswig-Holstein     | Koło                                                                     | Großpolen         | 1999                                           |
| Reinfeld                            | Schleswig-Holstein     | Kaliska (Dreidorf)                                                       | Pommern           | 1998                                           |
| Reinheim                            | Hessen                 | Sanok                                                                    | Karpatenvorland   | 1994                                           |
| Reken                               | Nordrhein-Westfalen    | Rydułtowy (Rydultau)                                                     | Schlesien         | 2012                                           |
| Rendsburg                           | Schleswig-Holstein     | Powiat Raciborski (Kreis Ratibor)                                        | Schlesien         | 2004                                           |
| Rethem (Aller)                      | Niedersachsen          | Kołczygłowy (Alt Kolziglow)                                              | Pommern           | 2005                                           |
| Rhede (Ems)                         | Niedersachsen          | Lidzbark Warminski (Heilsberg, Landgemeinde)                             | Ermland-Masuren   | 2012                                           |
| Ribnitz-Damgarten                   | Mecklenburg-Vorpommern | Sławno (Schlawe)                                                         | Westpommern       | 1992(im Rahmen der Euroregion Pomerania)       |
| Riesa                               | Sachsen                | Głogów (Glogau)                                                          | Niederschlesien   | 2005                                           |
| Rietberg                            | Nordrhein-Westfalen    | Oberglogau (Głogówek, seit 2009 zweisprachig)                            | Oppeln            | 1999                                           |
| Rinteln                             | Niedersachsen          | Sławno (Schlawe)                                                         | Westpommern       | 1992                                           |
| Ritterhude                          | Niedersachsen          | Sztum                                                                    | Pommern           | 1994                                           |
| Rohrdorf (am Inn)                   | Bayern                 | Tarnowo Podgórne (Schlehen)                                              | Großpolen         | 2004                                           |
| Ronnenberg                          | Niedersachsen          | Swarzędz                                                                 | Großpolen         | 1991                                           |
| Rostock                             | Mecklenburg-Vorpommern | Stettin                                                                  | Westpommern       | 1957                                           |
| Rüdersdorf bei Berlin               | Brandenburg            | Poppelau (Polpielów)                                                     | Opole             | 1997                                           |
| Saalfeld                            | Thüringen              | Zalewo (Saalfeld)                                                        | Ermland-Masuren   | 2001                                           |
| Salzbergen                          | Niedersachsen          | Kranowitz                                                                | Schlesien         | 2006                                           |
| Salzhausen (Samtgemeinde)           | Niedersachsen          | Biały Bór (Baldenburg)                                                   | Westpommern       | 1997                                           |
| Sanitz                              | Mecklenburg-Vorpommern | Świdwin (Schivelbein)                                                    | Westpommern       | 2004                                           |
| Sangerhausen                        | Sachsen-Anhalt         | Zabrze (Hindenburg O.S.)                                                 | Schlesien         | 1983                                           |
| Saterland                           | Niedersachsen          | Środa Śląska (Neumarkt i.S.)                                             | Niederschlesien   | 2002                                           |
| Scharnebeck                         | Niedersachsen          | Mieścisko (Markstädt)                                                    | Großpolen         | 2000                                           |
| Schenkendöbern                      | Brandenburg            | Trzebiechów (Trebschen)                                                  | Lebus             | 2011                                           |
| Schlangen                           | Nordrhein-Westfalen    | Stężyca (Stendsitz)                                                      | Pommern           | 2011                                           |
| Schlüchtern                         | Hessen                 | Jarocin                                                                  | Großpolen         | 2003                                           |
| Schneverdingen                      | Niedersachsen          | Barlinek                                                                 | Westpommern       | 1993                                           |
| Schönau-Berzdorf                    | Sachsen                | Kowary (Schmiedeberg im Riesengebirge)                                   | Niederschlesien   | 1964                                           |
| Schongau                            | Bayern                 | Gogolin                                                                  | Opole             | 1996                                           |
| Schorfheide                         | Brandenburg            | Mielno (Großmöllen)                                                      | Westpommern       | 2002                                           |
| Schortens                           | Niedersachsen          | Pieszyce (Peterswaldau)                                                  | Niederschlesien   | 2004                                           |
| Schwäbisch Hall                     | Baden-Württemberg      | Zamość                                                                   | Lublin            | 1989                                           |
| Schwalbach am Taunus                | Hessen                 | Olkusz                                                                   | Kleinpolen        | 1997                                           |
| Schwarmstedt                        | Niedersachsen          | Miękinia                                                                 | Niederschlesien   | 1992                                           |
| Schwarzheide                        | Brandenburg            | Krosno Odrzańskie (Crossen an der Oder)                                  | Lebus             | 2001                                           |
| Schwedt/Oder                        | Brandenburg            | Chojna (Königsberg in der Neumark)                                       | Westpommern       | 1994                                           |
| Schwedt/Oder                        | Brandenburg            | Gryfino (Greifenhagen)                                                   | Westpommern       | 1994                                           |
| Schwedt/Oder                        | Brandenburg            | Moryń (Mohrin, geschlossen mit Vierraden)                                | Westpommern       | 2000                                           |
| Schwedt/Oder                        | Brandenburg            | Koszalin (Köslin)                                                        | Westpommern       | 2004                                           |
| Schweich                            | Rheinland-Pfalz        | Krokowa (Krockow)                                                        | Pommern           | 1995                                           |
| Schwepnitz                          | Sachsen                | Kożuchów (Freystadt in Schlesien)                                        | Lebus             | 2011                                           |
| Schwerte                            | Nordrhein-Westfalen    | Nowy Sącz (Neu Sandez)                                                   | Kleinpolen        | 1984 – seit Mai 2020 ausgesetzt                |
| Schwerin                            | Mecklenburg-Vorpommern | Piła (Schneidemühl)                                                      | Großpolen         | 1996                                           |
| Seelow                              | Brandenburg            | Międzychód (Birnbaum)                                                    | Großpolen         | 1998                                           |
| Seelow                              | Brandenburg            | Kostrzyn nad Odrą (Küstrin)                                              | Lebus             | 1998                                           |
| Seelze                              | Niedersachsen          | Mosina (Moschin)                                                         | Großpolen         | 2000                                           |
| Seeshaupt                           | Bayern                 | Krzyżanowice (Kreuzenort)                                                | Schlesien         | 1998                                           |
| Seifhennersdorf                     | Sachsen                | Świeradów-Zdrój (Bad Flinsberg)                                          | Niederschlesien   | 2002                                           |
| Selm                                | Nordrhein-Westfalen    | Iwkowa                                                                   | Kleinpolen        | 2016                                           |
| Senden                              | Nordrhein-Westfalen    | Koronowo (Polnisch Krone/Crone an der Brahe)                             | Kujawien-Pommern  | 2007                                           |
| Senftenberg                         | Brandenburg            | Nowa Sól (Neusalz an der Oder)                                           | Lebus             | 1992                                           |
| Siegen                              | Nordrhein-Westfalen    | Zakopane                                                                 | Kleinpolen        | 1989                                           |
| Sindelfingen                        | Baden-Württemberg      | Chełm                                                                    | Lublin            | 2001                                           |
| Sörup                               | Schleswig-Holstein     | Ruciane Nida (Niden)                                                     | Ermland-Masuren   | 2005                                           |
| Soest                               | Nordrhein-Westfalen    | Strzelce Opolskie (Groß Strehlitz)                                       | Oppeln            | 1969 Patenstadt, 1990 Partnerschaft            |
| Solingen                            | Nordrhein-Westfalen    | Landkreis Goldberg                                                       | Niederschlesien   | 1955(Patenstadt)                               |
| Soltau                              | Niedersachsen          | Myślibórz (Soldin)                                                       | Westpommern       | 1997                                           |
| Soltau                              | Niedersachsen          | Zielona Góra (Grünberg in Schlesien) (Städtefreundschaft)                | Lebus             | 1997                                           |
| Sondershausen                       | Thüringen              | Gmina Klucze                                                             | Kleinpolen        | 2014                                           |
| Sontra                              | Hessen                 | Łącko (Wiesendorf)                                                       | Kleinpolen        | 2017                                           |
| Spangenberg                         | Hessen                 | Pleszew (Pleschen)                                                       | Großpolen         | 1997                                           |
| Speyer                              | Rheinland-Pfalz        | Gniezno (Gnesen)                                                         | Großpolen         | 1992                                           |
| Springe                             | Niedersachsen          | Milicz (Städtefreundschaft)                                              | Niederschlesien   | 1957                                           |
| Stade                               | Niedersachsen          | Gołdap (Goldap)                                                          | Ermland-Masuren   | 1998                                           |
| Staufen im Breisgau                 | Baden-Württemberg      | Kazimierz Dolny                                                          | Lublin            | 1994                                           |
| Stein (Mittelfranken)               | Bayern                 | Puck (Putzig)                                                            | Pommern           | 2004                                           |
| Steinach                            | Thüringen              | Gostyń                                                                   | Kleinpolen        | 2012                                           |
| Steinfeld in Oldenburg              | Niedersachsen          | Jastrowie                                                                | Großpolen         | 2004                                           |
| Steinheim                           | Nordrhein-Westfalen    | Busko-Zdrój                                                              | Heiligkreuz       | 2003                                           |
| Stendal                             | Sachsen-Anhalt         | Puławy                                                                   | Lublin            | 1999                                           |
| Stockelsdorf                        | Schleswig-Holstein     | Okonek (Ratzebuhr)                                                       | Großpolen         | 2002                                           |
| Stolzenau                           | Niedersachsen          | Luzino                                                                   | Pommern           | 2006                                           |
| Storkow (Mark)                      | Brandenburg            | Opalenica                                                                | Großpolen         | 2003                                           |
| Storkow (Mark)                      | Brandenburg            | Nowe Miasteczko (Neustädtel)                                             | Lebus             | 2005                                           |
| Stralsund                           | Mecklenburg-Vorpommern | Stargard                                                                 | Westpommern       | 1987                                           |
| Strasburg (Uckermark)               | Mecklenburg-Vorpommern | Brodnica                                                                 | Kujawien-Pommern  | 1996                                           |
| Strasburg (Uckermark)               | Mecklenburg-Vorpommern | Drawsko Pomorskie                                                        | Westpommern       | 2004                                           |
| Strausberg                          | Brandenburg            | Dębno (Neudamm)                                                          | Westpommern       | 1978                                           |
| Stuhr                               | Niedersachsen          | Ostrzeszów (Schildberg)                                                  | Großpolen         | 2001                                           |
| Stuttgart                           | Baden-Württemberg      | Łódź                                                                     | Łódź              | 1988                                           |
| Sulzfeld                            | Baden-Württemberg      | Nowosolna (Neusulzfeld)                                                  | Łódź              | 2014                                           |
| Syke                                | Niedersachsen          | Wąbrzeźno (Briesen)                                                      | Kujawien-Pommern  | 2006                                           |
| Teicha (Gemeinde Petersberg)        | Sachsen-Anhalt         | Stubendorf (Gmina Izbicko, seit 2006 zweisprachig)                       | Opole             | 2002                                           |
| Telgte                              | Nordrhein-Westfalen    | Polanica-Zdrój (Altheide-Bad)                                            | Niederschlesien   | 1995                                           |
| Teltow                              | Brandenburg            | Żagań                                                                    | Lebus             | 2006                                           |
| Teterow                             | Mecklenburg-Vorpommern | Białogard (Belgard)                                                      | Westpommern       | 1993                                           |
| Teublitz                            | Bayern                 | Baborów (Bauerwitz)                                                      | Opole             | 1996                                           |
| Torgau                              | Sachsen                | Strzegom (Striegau)                                                      | Niederschlesien   | 1997–2019, siehe hier                          |
| Torgelow                            | Mecklenburg-Vorpommern | Kamień Pomorski (Cammin i. Pom.)                                         | Westpommern       | 1990                                           |
| Tornesch                            | Schleswig-Holstein     | Strzelce Krajeńskie (Friedeberg (Neumark))                               | Lebus             | 2002                                           |
| Tostedt                             | Niedersachsen          | Lubaczów                                                                 | Karpatenvorland   | 1992                                           |
| Uchte                               | Niedersachsen          | Ząbkowice Śląskie (Frankenstein)                                         | Niederschlesien   | 2005                                           |
| Uebigau-Wahrenbrück                 | Brandenburg            | Zawadzkie                                                                | Opole             | 1999                                           |
| Ueckermünde                         | Mecklenburg-Vorpommern | Pyrzyce                                                                  | Westpommern       | 2017                                           |
| Uffenheim                           | Bayern                 | Kolbudy (Kahlbude)                                                       | Pommern           | 2007                                           |
| Unterhaching                        | Bayern                 | Żywiec (Saybusch)                                                        | Schlesien         | 1995                                           |
| Usedom                              | Mecklenburg-Vorpommern | Wolin                                                                    | Westpommern       | 2003                                           |
| Uslar                               | Niedersachsen          | Człuchów (Schlochau)                                                     | Pommern           | 1998                                           |
| Vechelde                            | Niedersachsen          | Niemodlin (Falkenberg O.S.)                                              | Opole             | 2006                                           |
| Velbert                             | Nordrhein-Westfalen    | Morąg (Mohrungen)                                                        | Ermland-Masuren   | 2018                                           |
| Velen                               | Nordrhein-Westfalen    | Długołęka (Langewiese)                                                   | Niederschlesien   | 2003                                           |
| Verden (Aller)                      | Niedersachsen          | Zielona Góra (Grünberg in Schlesien)                                     | Lebus             | 1993                                           |
| Verden (Aller)                      | Niedersachsen          | Górowo Iławeckie (Landsberg in Ostpreußen)                               | Ermland-Masuren   | 1996                                           |
| Verden (Aller)                      | Niedersachsen          | Powiat Bartoszycki (Kreis Bartenstein)                                   | Ermland-Masuren   | 1996                                           |
| Versmold                            | Nordrhein-Westfalen    | Dobczyce (Schlossberg)                                                   | Kleinpolen        | 1994                                           |
| Viernheim                           | Hessen                 | Mława                                                                    | Masowien          | 2019                                           |
| Vlotho                              | Nordrhein-Westfalen    | Lubsko (Sommerfeld)                                                      | Lebus             | 1990                                           |
| Waldbröl                            | Nordrhein-Westfalen    | Świebodzice (Freiburg in Schlesien)                                      | Niederschlesien   | 1996                                           |
| Waldbronn                           | Baden-Württemberg      | Reda                                                                     | Pommern           | 2016                                           |
| Waltershausen                       | Thüringen              | Wolbrom                                                                  | Kleinpolen        | 2003                                           |
| Wandlitz                            | Brandenburg            | Trzebiatów (Treptow an der Rega)                                         | Westpommern       | 2002                                           |
| Warburg                             | Nordrhein-Westfalen    | Prochowice (Parchwitz)                                                   | Niederschlesien   | 1998                                           |
| Waren (Müritz)                      | Mecklenburg-Vorpommern | Suwałki (Suwalken)                                                       | Podlachien        | 1999/2010                                      |
| Warendorf                           | Nordrhein-Westfalen    | Oleśnica (Oels)                                                          | Niederschlesien   | 2002                                           |
| Weidenberg                          | Bayern                 | Juchnowiec Kościelny                                                     | Podlachien        | 2009                                           |
| Weimar                              | Thüringen              | Zamość                                                                   | Lublin            | 2012                                           |
| Weinbach                            | Hessen                 | Debrzno (Preußisch Friedland)                                            | Pommern           | 1992                                           |
| Welzheim                            | Baden-Württemberg      | Milanówek                                                                | Masowien          | 2008                                           |
| Wendelstein (Mittelfranken)         | Bayern                 | Żukowo (Zuckau)                                                          | Pommern           | 2001                                           |
| Werlte                              | Niedersachsen          | Lidzbark Warmiński (Heilsberg)                                           | Ermland-Masuren   | 2005                                           |
| Werne                               | Nordrhein-Westfalen    | Wałcz (Deutsch Krone)                                                    | Westpommern       | 1992                                           |
| Werneuchen                          | Brandenburg            | Dziwnów (Dievenow)                                                       | Westpommern       | 1996                                           |
| Werneuchen                          | Brandenburg            | Ustronie Morskie (Henkenhagen)                                           | Westpommern       | 1996                                           |
| Wesel                               | Nordrhein-Westfalen    | Kętrzyn (Rastenburg)                                                     | Ermland-Masuren   | 2002                                           |
| Westerburg                          | Rheinland-Pfalz        | Złotoryja (Goldberg)                                                     | Niederschlesien\| | 2010                                           |
| Westerburg (Verbandsgemeinde)       | Rheinland-Pfalz        | Nowa Wieś Wielka                                                         | Kujawien-Pommern  | 2003                                           |
| Westerstede                         | Niedersachsen          | Pleszew (Pleschen)                                                       | Großpolen         | 2004                                           |
| Wetter (Ruhr)                       | Nordrhein-Westfalen    | Turawa                                                                   | Opole             | 1998                                           |
| Wickede (Ruhr)                      | Nordrhein-Westfalen    | Himmelwitz                                                               | Opole             | 2006                                           |
| Wiefelstede                         | Niedersachsen          | Chocz                                                                    | Großpolen         | 2003                                           |
| Wiek auf Rügen                      | Mecklenburg-Vorpommern | Łobez (Labes)                                                            | Westpommern       | 2008                                           |
| Wiesbaden                           | Hessen                 | Breslau                                                                  | Niederschlesien   | 1987                                           |
| Wiesloch                            | Baden-Württemberg      | Ząbkowice Śląskie (Frankenstein)                                         | Niederschlesien   | 1998                                           |
| Wiesmoor                            | Niedersachsen          | Turek                                                                    | Großpolen         | 2002                                           |
| Wildau                              | Brandenburg            | Rewal (Rewahl)                                                           | Westpommern       | 1995                                           |
| Wilhelmshaven                       | Niedersachsen          | Bydgoszcz (Bromberg)                                                     | Kujawien-Pommern  | 2006                                           |
| Winterlingen                        | Baden-Württemberg      | Izbica                                                                   | Lublin            | 2008                                           |
| Winsen (Luhe)                       | Niedersachsen          | Drezdenko                                                                | Lebus             |                                                |
| Wittichenau                         | Sachsen                | Lubomierz (Liebenthal)                                                   | Niederschlesien   | 2008                                           |
| Wolfenbüttel                        | Niedersachsen          | Kamienna Góra (Landeshut)                                                | Niederschlesien   | 1951 Patenschaft, 2001 Partnerschaft           |
| Wolfsburg                           | Niedersachsen          | Bielsko-Biała (Bielitz-Biala)                                            | Schlesien         | 1998                                           |
| Wolgast                             | Mecklenburg-Vorpommern | Karlino                                                                  | Westpommern       |                                                |
| Wuppertal                           | Nordrhein-Westfalen    | Legnica (Liegnitz)                                                       | Niederschlesien   | 1954 (Patenschaft)/1993 Partnerschaft          |
| Wunsiedel                           | Bayern                 | Łapy                                                                     | Podlachien        | 2014                                           |
| Wurzen                              | Sachsen                | Milicz (Militsch)                                                        | Niederschlesien   | 2014                                           |
| Zehdenick                           | Brandenburg            | Siemiatycze                                                              | Podlachien        | 2007                                           |
| Zetel                               | Niedersachsen          | Szczyrk                                                                  | Schlesien         | 2008                                           |
| Zwönitz                             | Sachsen                | Myszków                                                                  | Schlesien         | 2001                                           |
| Bodenkirchen                        | Bayern                 | Chocz                                                                    | Großpolen         | 2006                                           |
|                                     |                        |                                                                          |                   |                                                |